# Super Mario Kart
A Super Mario Kart egy Super Nintendo Entertainment System konzolra megjelent gokart versenyjáték. A játék egy máig hatalmas sikernek örvendő sorozatot indított útjára. Ez tette népszerűvé a Gokart versenyzést, sokan próbáltak hasonló stílusú játékot csinálni, bár volt egy pár jó próbálkozás, de egyik játék sem tudta elérni a Super Mario Kart szintjét. A siker titka a sok, változatos pálya, a szabályok teljes nélkülözése. Itt nem gond, ha levágjuk a pálya egy részét, vagy borsot törünk a társunk orra alá. Ez a szabadság-érzet a sorozat sikerének titka.

## Irányítás
- Control Pad: A kocsi irányítása.
- B-gomb: Gyorsulás
- A-gomb: Tárgy használata, Tárgyrulett megállítása
- Y-gomb: Fékezés
- X- és SELECT-gomb: Kameranézet váltása
- START-gomb: Játék szüneteltetése
- L- és R-gomb: Driftelés és kicsi ugrás

## Játékmódok és játékszabályok
Mario Kart GP (1-2 játékos)
A Mario Kart Grand Prix az egyik legfontosabb játékmódja a játéknak. Itt versenyzünk hét ellenfél ellen. Négy bajnokság közül választhatunk, egyben öt pálya van. Csak akkor mehetünk tovább, negyedik, vagy jobb helyen végeztünk a pályán. Ha rosszabb helyet értünk el, akkor újra kell kezdeni az adott pályát, és elvesztünk egy életet. Alapból 4 életet kapunk, és ha háromszor ugyanazon a helyen végzünk, akkor kapunk egy extra életet. Ha elvesztettük az összes életet, vége a játéknak, és újra kell kezdeni a bajnokságot. Az első négy helyezett kap pontot, az első helyezett 9 pontot kap, a második helyezett 6 ponttal lesz jutalmazva, a harmadik helyezett 3 ponttal gazdagszik, míg a negyedik helyezett 1 pontot szerez. A maximálisan összeszerezhető pont 45, és az első három helyezett átveheti egy ünnepség keretén belül a trófeákat. Mindegyik pályán 5 kört kell megtenni. A pályákon érméket is találunk. Ezeket érdemes gyűjteni, mert csak akkor érjük el a maximális sebességet, ha van 10 érménk. A játék nehézségét lehet állítani a motor térfogata által: 50cc, 100cc és 150cc. A 150cc csak akkor nyílik meg, ha megnyerjük az arany trófeát a 100cc mindegyik bajnokságában. A játék nehézsége elfogadható, de 150cc nagyon nehéz, nagyon sokat kell gyakorolni, mire elérjük ott az arany kupákat. Ezt a játékmódot ketten is játszhatjuk, akkor hat gépi ellenfél van, és elég csak az egyik versenyzőnek beérni a legjobb négybe, és továbbjut mindkét versenyző. De aki ötödik, vagy rosszabb helyezést ér el, az ugyanúgy elveszít egy életet, és aki elveszti az összes életet, az kiesik a játékból, míg a másik folytathatja.
Time Trial (1 játékos)
Ebben a játékmódban csak egyedül megyünk a pályán, lényegében ez a játékmód a legalkalmasabb arra, hogy begyakoroljuk az adott pályát. Itt csak azért versenyzünk, minél jobb időeredményt érjünk el, és a legjobb 5 időt feljegyzi a gép. Itt is öt kört megyünk, és a legjobb köridőt is feljegyzi a gép. Tárgyak nincsenek ebben a játékmódban.
Match Race (2 játékos)
Ketten egymás ellen versenyzünk egy adott pályán, ki a gyorsabb. Itt vannak tárgyak.
Battle Mode (2 játékos)
A két játékos kocsija körül három léggömb forog. Feladatunk, hogy a tárgyak segítségével kiüssük a társunkat. Akinek elfogy a három léggömbje, elvesztette a csatát.

## Tárgyak
Minden pályán találunk egy kis területet, ahol kérdőjel-téglák vannak. Ha átmegyünk az egyiken, a képernyő tetején levő kis négyzetben elkezdenek rulett-szerűen forogni a tárgyak. Ez magától is megáll, de az A-gombbal is megállíthatjuk. Egy tárgyat kapunk, mellyel rendszerint az ellenfeleink orra alá törhetünk borsot, de vannak olyanok, melyek a haladásunkat segíti. Mindegyiket az A-gombbal tudjuk aktiválni. Kilenc tárgy van:
- Zöld páncél: A Koopa Troopák páncéljával, ha jól célzunk, az előttünk levő ellenfelet találjuk el.
- Piros páncél: Ugyanúgy funkcionál, mint a zöld páncél, csak itt nem fontos a pontos célzás, mert ez hőkövető, így egyből az előttünk levő ellenséghez megy.
- Banánhéj: Donkey Kong kedvenc gyümölcsének héját hasznosíthatjuk. Ha letesszük a földre, és valaki rálép, kicsúszik egy pár másodpercre.
- Toll: Ezzel a tárggyal egy nagyot ugorhatunk, így akár rövidíthetünk is.
- Gomba: Egy kis időre extra sebességet kapunk.
- Csillag: Sérthetetlenek leszünk egy kis időre, és minden ellenséget letarolunk, akit megérintünk, emellett a sebességünk is jelentősen megnő.
- Villám: Az összes ellenség kicsi lesz, és a sebességük is lecsökken, emellett, ha nekik megyünk, letaroljuk őket. (Csak Grand Prix-n)
- Érem: Két érmével gazdagszunk. (Csak Grand Prix-n)
- Szellem: Láthatatlanok leszünk tőle, és elveszi a társunk aktuális tárgyát. (Csak 2 játékos módban)

### Karakterek
Nyolc versenyző van, ők tulajdonságra négy csoportra oszthatók.
| A kis srácok Őket nagyon jól lehet irányítani, ezért kezdőknek ők javasoltak, velük könnyű elsajátítani a játék alapjait. A sebességük jó, de kis súlyuk miatt, könnyű kiütni őket a pályáról. | Koopa Troopa Az egyik alap-ellenség a Super Mario Bros. sorozatból. Amikor a gép irányítja, akkor zöld páncélokat dob ránk.                                           | Toad Az egyik legbarátságosabb karakter, sokan kedvelik. Amikor gép irányítja, akkor gombát dob felénk, de nem gyorsít, hanem kicsik leszünk tőle, és lelassulunk, és ha valaki ránk lép, összelapulunk. |
| A Dínó és a hölgy Nekik nagyon jó a gyorsulásuk, viszont nagyon lassúak. Csak haladó játékosoknak javasolt.                                                                                    | Princess Mindig őt kell megmenteni a Super Mario Bros. játékokban, itt most ő beszáll a versenybe. Amikor gép irányítja, akkor gombát dob, melytől szintén összeesünk | Yoshi Mindenki kedvenc dinoszaurusza, itt is barátságos, olyannyira, hogy ha gép irányítja, tojást dob ránk.                                                                                             |
| A testvérek A Mario fivérek minden képessükben átlagosak, de ha sokáig vannak egyenesben, nagyon gyorsak lehetnek.                                                                             | Mario A Mario-sorozat főhőse, aki soha nem rest megmenteni Hercegnőt. Amikor gép játszik vele, akkor csillag képességével akadályoz minket.                           | Luigi Mario testvére, mindig a második játékos irányítja a Mario-szériákban. A gép által ő is a csillag képességét veszi fel.                                                                            |
| Leszámolók Nagyon gyorsak, és nehezek, de nehéz irányítani őket, és nagyon nehezen gyorsulnak. Szintén csak haladó játékosoknak javasolt.                                                      | Bowser A Mario játékok főgonosza, mindig bosszantja a Mario fivéreket. Amikor a gép használja, akkor tűzgolyót dob felénk.                                            | Donkey Kong Jr. Donkey Kong fia, aki apja megmentésére indul, amikor Mario elrabolja őt. Amikor géppel van, akkor banánhéjakat dob ránk.                                                                 |

Karakterek összefoglaló jellemzése
| Versenyzők   | Versenyzők      | Gyorsulás | Max. sebesség | Súly     | Kezelés |
| Koopa Troopa | Toad            | Magas     | Közepes       | Alacsony | Jó      |
| Princess     | Yoshi           | Magas     | Alacsony      | Közepes  | Rossz   |
| Mario        | Luigi           | Közepes   | Közepes       | Közepes  | Közepes |
| Bowser       | Donkey Kong Jr. | Alacsony  | Magas         | Magas    | Rossz   |

## Pályák
A pályák döntő többsége a Super Mario World pályáinak alapján készült.
| Mushroom Cup    | Flower Cup      | Star Cup        | Special Cup    |
| Mario Circuit 1 | Choco Island 1  | Koopa Beach 1   | Donut Plains 3 |
| Donut Plains 1  | Ghost Valley 2  | Choco Island 2  | Koopa Beach 2  |
| Ghost Valley 1  | Donut Plains 2  | Vanilla Lake 1  | Ghost Valley 3 |
| Bowser Castle 1 | Bowser Castle 2 | Bowser Castle 2 | Vanilla Lake 2 |
| Mario Circuit 2 | Mario Circuit 3 | Mario Circuit 4 | Rainbow Road   |

- Mario Circuit: Betonpálya, ez alkalmas arra, hogy az alapokat elsajátítsuk. Csövek nehezítik utunkat
- Donut Plains: Homokpálya, kicsit nehézkes az irányítás. Itt Monty Mole-ok ugranak ki a föld alól
- Ghost Valley: Egy rozoga, öreg hídon versenyzünk, itt-ott le is töredezett egy rész. Körben szellemek ijesztgetnek.
- Bowser Castle: Bowser kastélyában versenyzünk, Thwompok zuhannak le, hogy összenyomjanak minket.
- Choco Island: Nagyon csúszós pálya, megnehezíti az irányítást. A pályákon Piranha növények fenik ránk a fogukat.
- Koopa Beach: Tengerpart, a környező víz lassít minket, a mélyebbe bele is eshetünk. Cheep-Cheep-ek ugrálnak örömükben, ha nekimegyünk.
- Vanilla Lake: Jeges, csúszós pálya, nehéz karbantartani a kocsinkat, itt is bele lehet esni a vízbe. Jégkockák akadályoznak a továbbjutásunkban.
- Rainbow Road: Égen levő színes pálya, 90°-os kanyarokkal, olykor nagyon szűk utakkal. Itt csillagthwompok állják keményen az utunkat.

A Rainbow Road egyedüli zeneszerzője Soyo Oka, akinek saját bevallása szerint ez a kedvenc alkotása.

## A verseny menete
Mivel a Super Mario Kart az utódaihoz képest meglehetősen egyszerű, ezért a gép által irányított játékosok mozgása kiszámítható: Az első helyezett nagyon gyors, a második helyezett gyors, a harmadik helyezett normál sebességű, a negyedik helyezett már lassabb, és az utolsó három már nagyon lassú. És, ha az első négy helyezettet kiütjük, akkor ők visszamennek az eredeti helyüket, míg az utolsó három már nem.
Mindegyik általunk választott karakternek egy meghatározott sorrendben sorakoznak fel a gépi ellenfelek. Ezen változtathatunk, ha kiütjük az adott ellenséget, nem tud "idejében" visszatérni a helyére, és a tabellán rosszabb helyen végez. Ezt főleg akkor érdemes csinálni, ha az első helyezett egy nehéz karakter, mert ő nagyon keményen kilök minket a pályáról.
| Karakter         | Az ellenségek sorrendje                                              |
| Mario            | Donkey Kong Jr., Princess, Yoshi, Luigi, Toad, Bowser Koopa Troopa   |
| Luigi            | Yoshi, Mario, Bowser, Koopa Troopa, Princess, Donkey Kong Jr., Toad  |
| Toad             | Princess, Donkey Kong Jr., Mario, Yoshi, Luigi, Koopa Troopa, Bowser |
| Princess         | Bowser, Toad, Mario, Donkey Kong Jr., Luigi, Yoshi, Koopa Troopa     |
| Yoshi            | Koopa Troopa, Donkey Kong Jr., Princess, Bowser, Mario, Toad, Luigi  |
| Koopa Troopa     | Luigi, Yoshi, Princess, Mario, Bowser, Donkey Kong Jr., Toad         |
| Bowser           | Mario, Luigi, Princess, Yoshi, Donkey Kong Jr., Toad, Koopa Troopa   |
| Donkey Kong. Jr. | Toad, Bowser, Koopa Troopa, Luigi, Princess, Mario, Yoshi            |

## A Mode 7 trükk
A Super Nintendo egyedi tulajdonsága volt a bizonyos Mode 7 trükk, a Super Mario Kart volt a második olyan játék (az F-Zero volt az első), mely használta. Lényege, bár a grafika 2D-s, ám annak megjelenítése 3D-s hatású, és teljesen 3 dimenziósnak látjuk a játékot. Ez azért nagyon jó, mert így egy pálya kicsi memóriát igényel, és a fejlesztés is könnyebb volt. Lényegében, ha nem lenne ennyi szín a grafikában, akkor akár NES-re is kiadhatták volna a játékot, mert annyi memória van a játékban, hogy egy NES is elbírta volna. Ezt a Virtual Console-nál lehet megállapítani. Egy NES játékot gyorsan tölt be a Wii, egy SNES játékot kicsit lassabban, míg egy N64 játékhoz kell néhány másodperc, és a Super Mario Kart-ot olyan gyorsan hozza be, mint egy NES játékot.

## Korábbi játékokból átvett elemek

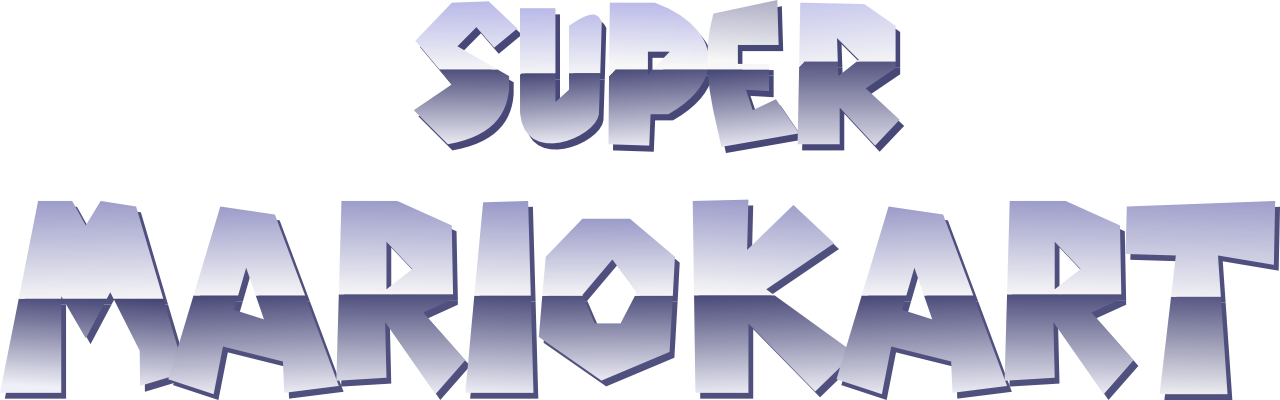
A játék logója

- Super Mario Bros.: The Lost Levels - Toad és Hercegnő Mérgesgombája ezen játékból jött.A játék logójaSuper Mario World - A hangok alapjai, és a pályák ezen alapján készültek. A Bowser Castle zenéje a SMW Bowser fight zenéjének egyik remixe.

## Érdekességek
- A japán verziójú játékban amikor Bowserrel és Hercegnővel vagyunk, nyerünk és átvesszük az arany trófeát, ez a két karakter beleiszik a pezsgőbe. Ezt a Nintendo of America kivette, az alkoholizálásra való utalás miatt, helyette feldobják és elkapják a pezsgős üveget.
- A Super Mario Kart leírásában a Mario Circuit 1 pályája fejjel lefelé van.
- Mindegyik pálya játszható a Mario Kart: Super Circuit-ban Game Boy Advance-en, a zene is korszerűsítve lett.
- A Guinness Rekordok könyvének Gamer kiadása 2009-ben a minden idők legjobb konzolos játékának listájának 1. helyére tette a Super Mario Kart-ot.
- A toll csak ebben a játékban szerepelt, bár a Mario Kart 64-be be akarták tenni, de végül kivették.
- Donkey Kong Jr. ebben a játékban tűnik fel másodjára.
- Ez az egyetlen Mario Kart, ahol egy bajnokságban 5 pálya van, és egy pályán 5 kört kell menni. Mivel a későbbi Kartok pályái hosszabbak voltak, ezért azokon kevesebbet kell már menni.